# Chiesa di Santa Maria delle Grazie (Barile)
La chiesa di Santa Maria delle Grazie è la parrocchiale di Barile, in provincia di Potenza e diocesi di Melfi-Rapolla-Venosa; fa parte della zona pastorale di Rionero in Vulture.

## Storia
Non si conosce il periodo di fondazione dell'originalità luogo di culto di Barile, che nel 1325 risultava tra le pertinenze dei vescovi di Rapolla.
La parrocchia rimase esclusivamente di rito greco fino al 1603, allorché il vescovo di Rapolla e Venosa Placido della Marra inviò a Barile pure un sacerdote di rito latino affinché si potessero tenere funzioni in entrambi i riti; due anni dopo la chiesa venne restaurata con il contributo delle famiglie di rito latino.
Nel 1621 l'edificio fu interessato da una nuova riparazione per volere dei fedeli, in occasione della quale fu dotato anche di un'icona ritraente la patrona; nel 1658 fu eretto il campanile.
Nel 1756, nonostante l'intera chiesa versasse in cattive condizioni, si provvide a risistemare unicamente la cappella del Rosario; nel 1769 il vescovo di Melfi e Rapolla Ferdinando De Vicariis, rilevato il cattivo stato della struttura, ne ordinò il rifacimento. I lavori di ricostruzione iniziarono però circa un trentennio dopo, per poi essere terminati nel 1804.
Pochi decenni dopo, nel 1851 un terremoto distrusse la parrocchiale, risparmiandone unicamente l'altare maggiore e la balaustra. Nel 1856 partì la riedificazione, che, dopo un periodo di interruzione, fu ripresa nel 1860 seguendo il progetto di Giuseppe Piacentini; la parrocchiale venne consacrata il 27 ottobre 1883.
Nel 2010 cominciò un restauro che riguardò prevalentemente l'interno della chiesa, compresi gli impianti elettrico e termico; la parrocchiale, nel frattempo adeguata anche alle norme postconciliari, fu riaperta al culto nella primavera del 2013.

## Descrizione

### Esterno
La facciata a salienti della chiesa, rivolta a sudest, è suddivisa da una cornice marcapiano in due registri; quello inferiore presenta centralmente il portale d'ingresso architravato, affiancato da due nicchie con statue, ed è scandita da quattro lesene sorreggenti due timpanetti, mentre quello superiore, abbellito da due lesene laterali, è caratterizzato da una finestra semicircolare e coronata dal frontone di forma triangolare.
Annesso alla parrocchiale è il campanile a base quadrata, la cui cella presenta su ogni lato una monofora ed è coperta dal tetto a quattro falde.

### Interno

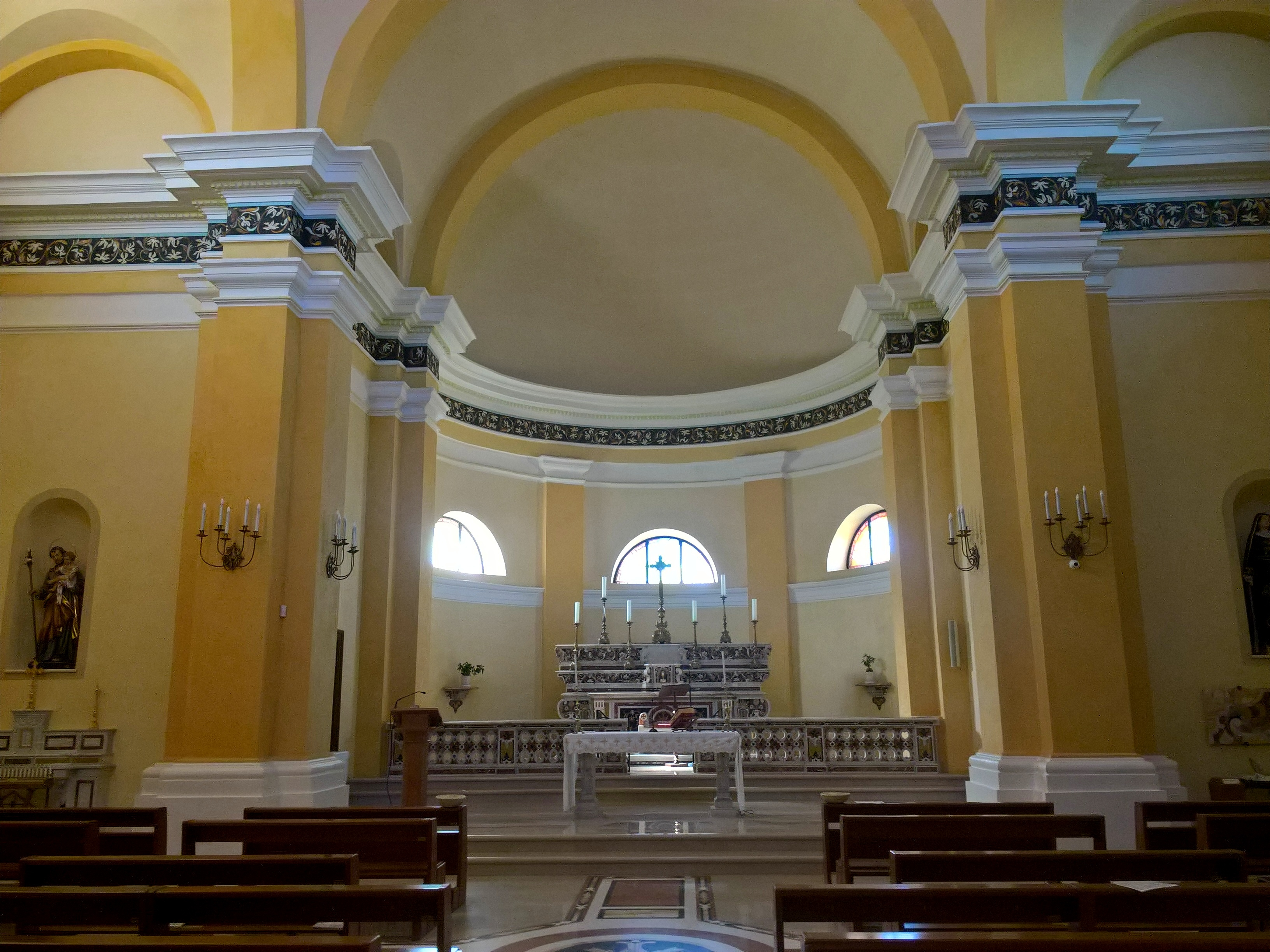
L'interno

L'interno dell'edificio, la cui pianta è a croce greca, si compone di un'unica navata, sulla quale si affacciano i bracci del transetto e le cappelle laterali, introdotte da archi a tutto sesto, e le cui pareti sono scandite da lesene terminanti con capitelli e sorreggenti la trabeazione modanata e aggettante sopra la quale si imposta la volta; al termine dell'aula si sviluppa il presbiterio, rialzato di alcuni gradini, delimitato da balaustre e chiuso dall'abside di forma semicircolare.
L'opera di maggior pregio qui conservata è la tavola avente come soggetto la Madonna con Bambino, risalente al Quattrocento.